# 科佩讷达马尼亚克
科佩讷达马尼亚克（法語：Caupenne-d'Armagnac，法語發音：[kopɛn daʁmaɲak]，意为“阿马尼亚克的科佩讷”）是法国热尔省的一个市镇，属于孔东区。

## 地理
科佩讷达马尼亚克（43°47'16"N, 0°4'1"W）面积21.65 平方千米，位于法国奧克西塔尼大區热尔省，该省份为法国西南部内陆省份，北起顺时针与洛特-加龙省、塔恩-加龙省、上加龙省、上比利牛斯省、大西洋比利牛斯省和朗德省接壤。
与科佩讷达马尼亚克接壤的市镇（或旧市镇、城区）包括：上阿尔布拉德、洛瑞藏、马尼昂、诺加罗、庞雅、圣克里斯蒂-达马尼亚克、萨勒达马尼亚克。
科佩讷达马尼亚克的时区为UTC+01:00、UTC+02:00（夏令时）。

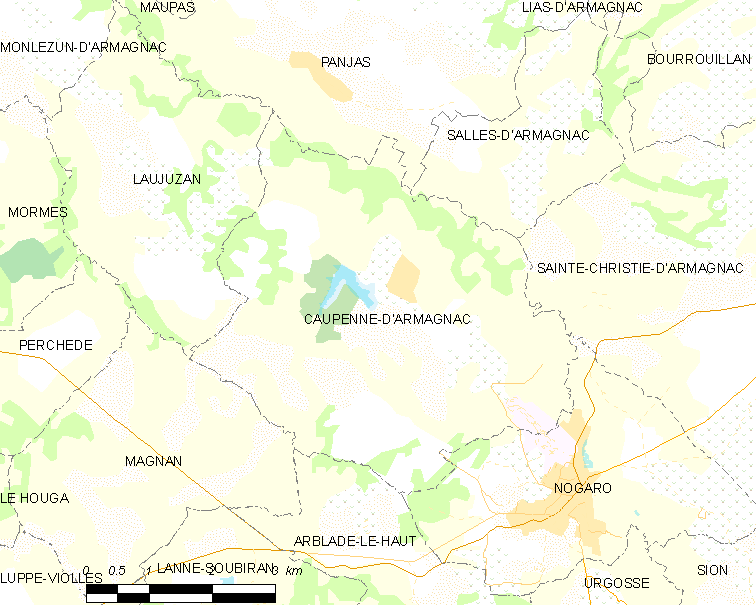
科佩讷达马尼亚克的OSM定位图

## 行政
科佩讷达马尼亚克的邮政编码为32110，INSEE市镇编码为32094。

## 政治
科佩讷达马尼亚克所属的省级选区为大下阿马尼亚克县。

## 人口

1962-2008年间科佩讷达马尼亚克人口变化图示

科佩讷达马尼亚克于2022年1月1日时的人口数量为446人。